# Звукопис
Звукопис — відтворення об'єктивного світу за допомогою виражальних музичних засобів. До простого звукопису належить імітація різних «природних» звуків — співу птахів, шуму лісу, ударів грому, завивання вітру тощо. Складнішим є звукопис, що спирається на асоціації: темп, тембр (світлий, темний, матовий, блискучий, металевий тощо), регістри, висотне положення окремих звуків, акордів, тональностей та ін. 3вукопис тісно пов'язаний з програмною музикою і є ефективним художнім засобом.
Птахи